# Islám v Belgii

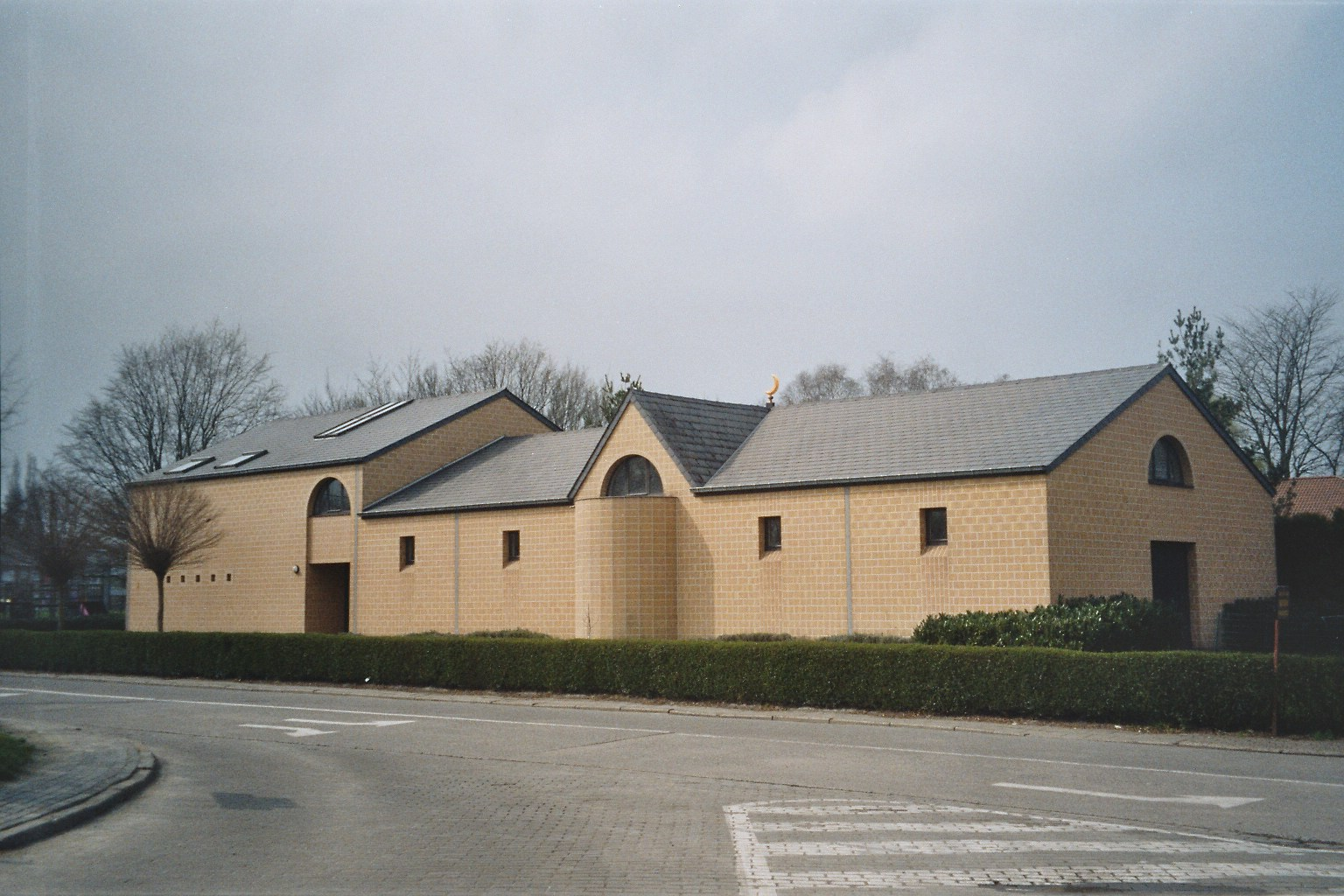
Mešita ve městě Lebbeke

Islám je v Belgii největší náboženskou menšinou – vyznává ho 6 % obyvatel země. Konkrétně ve Valonsku se jedná o 4 % populace a ve Vlámsku 3,9 %, nicméně v hlavním městě Bruselu až o 25,5 %. Jan Hertogen, belgický sociolog, v roce 2011 uvedl, že se v Belgii hlásí k islámu zhruba 624 tisíc lidí.

## Popis
Na 98 % belgických muslimů náleží k sunnitské větvi, zbytek jsou ší'ité (hlavně alevité). Podle studie z roku 2005, vypracované Université Libre de Bruxelles, 75 % belgických muslimů se považuje za „praktikující“ věřící. V Belgii odhadem funguje 328 až 380 mešit.
V dubnu roku 2016 Joseph De Kesel, katolický belgický duchovní, varoval před tendencí muslimského náboženství expandovat do tamější společnosti.

## Historie

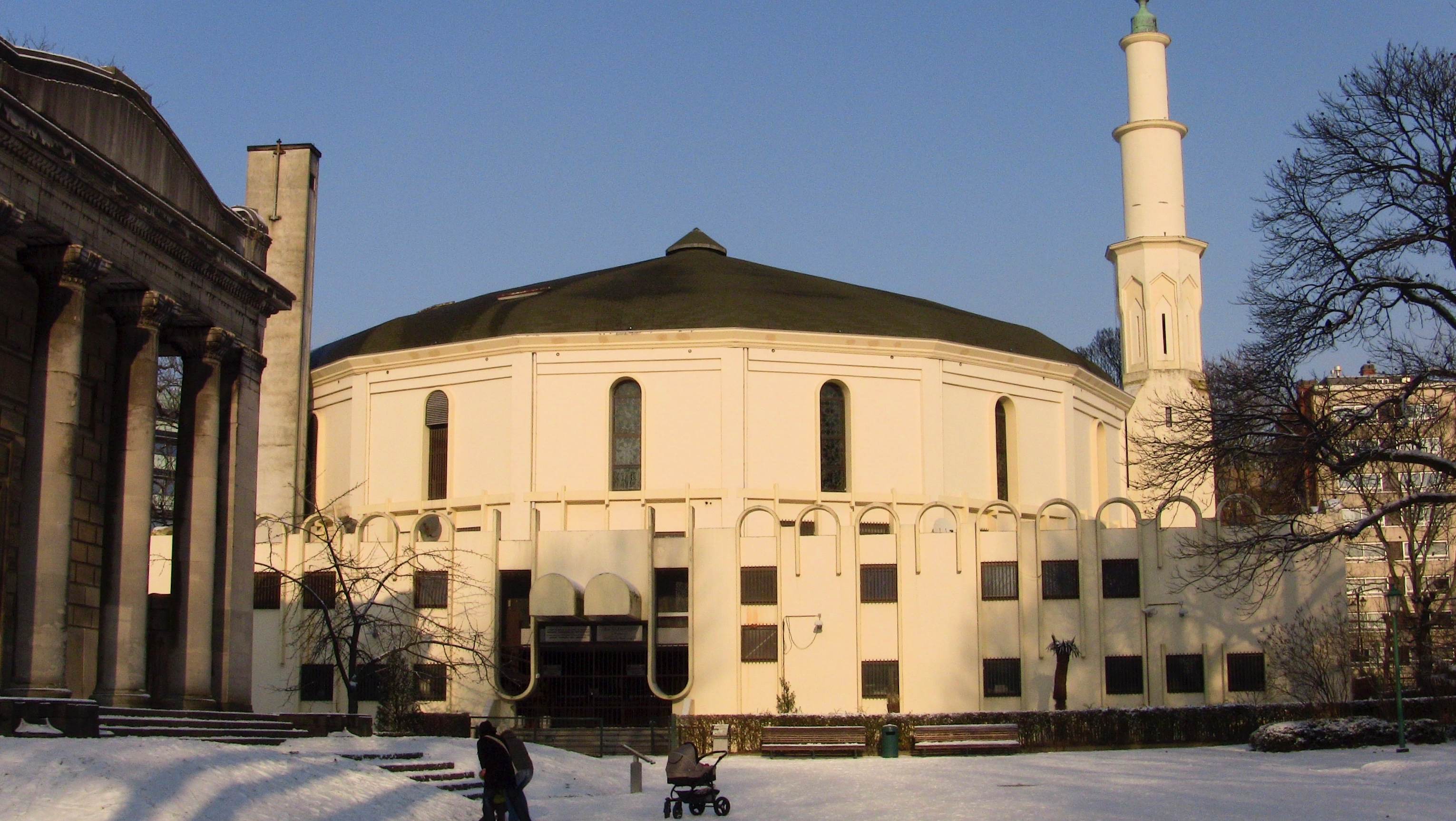
Velká mešita v Brusselu

### 21. století
Od začátku tisíciletí byla na belgickém území zaznamenána řada teroristických akcí spáchaných radikálními muslimy. Dne 30. září 2003 belgický soud odsoudil 18 mužů pro jejich zapojení do teroristických buněk. Roku 2012 došlo k excesům, kdy belgičtí muslimové vyhrožovali, že si podmaní Evropu a Fouad Belkacem byl obviněn z podněcování nenávisti a násilí proti skupině obyvatel z důvodu jejich přesvědčení. Je prý autorem výroku, že pokud se Belgičanům islám nelíbí, ať ze své vlasti odejdou. Dne 14. listopadu 2015 belgická policie zadržela několik osob v souvislosti s brutálními útoky v Paříži o den dříve.
Na konci ledna roku 2017 byla v bruselských čtvrtích Molenbeek, Schaerbeek, Anderlecht a Laeken provedena protiteroristická razie, při které bylo zadrženo několik lidí včetně těch, kteří se vrátili ze Sýrie.

#### Předměstí Molenbeek
Za velmi problematickou lokalitu platí zejména předměstí Molenbeek, z něhož pocházeli např. terorista Salah Abdeslam, či džihádista Abdelhamid Abaaoud.

## Kontroverze

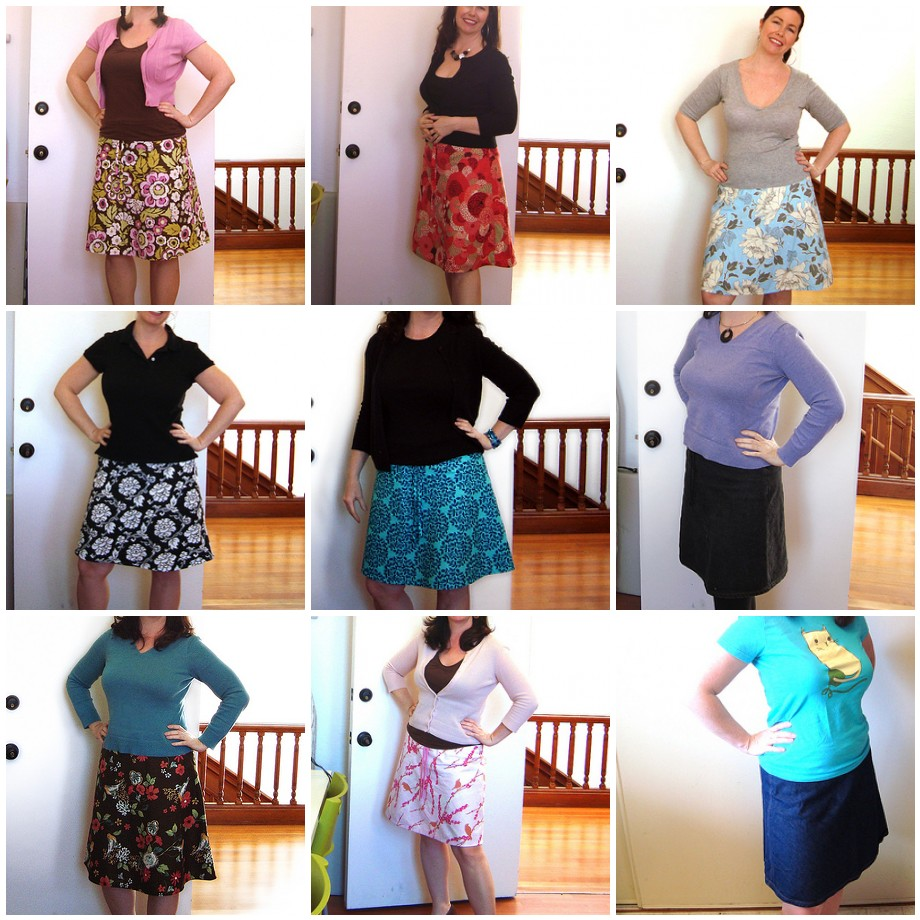
Oděv napadených žen

### Femme de la rue (dokument)
Česká televize v roce 2008 odvysílala část dokumentu Femme de la rue, ve kterém mladá belgická dokumentaristka pomocí skryté kamery odhalila obscénní chování bruselské muslimské komunity, kdy přistěhovalci v bruselských ulicích na kolemjdoucí ženy, které jdou v sukni nebo nejsou oblečeny v duchu muslimských tradic pokřikují, častují nadávkami a obtěžují s nabídkami sexu. Dále dokument zaznamenal demonstraci muslimských radikálů, kteří na kameru uvedli, že po zavedení práva šaría v Belgii budou ženy (i nemuslimské) chodit povinně celé zahalené.